# Habiba Hani
Habiba Hani (* 29. April 2005 in Alexandria) ist eine ägyptische Squashspielerin.

## Karriere
Habiba Hani spielt seit 2023 auf der PSA Squash Tour und gewann auf dieser bislang fünf Titel. Der erste Titelgewinn gelang ihr in der Saison 2023/24 im November 2023 nach einem Finalsieg gegen Hannah Craig in San José, bei ihrer zweiten Turnierteilnahme auf der Profitour überhaupt. In der Saison 2024/25 gewann sie im September nacheinander die Turniere in Columbia, Maryland, und Rochester, New York. Zwei Monate darauf gewann sie in Mexiko-Stadt ihren dritten Saisontitel. Ihre höchste Platzierung in der Weltrangliste erreichte sie mit Rang 61 am 2. Juni 2025.
2025 vertrat sie Ägypten bei den World Games in Chengdu und erreichte dort das Viertelfinale.

## Erfolge
- Gewonnene PSA-Titel: 5